# اندرو بروک لزلی
اندرو بروک لزلی (انگلیسی: Andrew Leslie؛ زادهٔ ۲۶ دسامبر ۱۹۵۷) نظامی و سیاست‌مدار اهل کانادا است.